# Miłomłyn (gemeente)
De gemeente Miłomłyn is een stad- en landgemeente in het Poolse woiwodschap Ermland-Mazurië, in powiat Ostródzki.
De zetel van de gemeente is in Miłomłyn.
Op 30 juni 2004 telde de gemeente 4976 inwoners.

## Oppervlakte gegevens
In 2002 bedroeg de totale oppervlakte van gemeente Miłomłyn 160,91 km², waarvan:
- agrarisch gebied: 41%
- bossen: 39%

De gemeente beslaat 9,12% van de totale oppervlakte van de powiat.

## Demografie
Stand op 30 juni 2004:
| Omschrijving                   | Totaal | Totaal | Vrouwen | Vrouwen | Mannen | Mannen |
| ------------------------------ | ------ | ------ | ------- | ------- | ------ | ------ |
| eenheid                        | aantal | %      | aantal  | %       | aantal | %      |
| inwoners                       | 4976   | 100    | 2525    | 50,7    | 2451   | 49,3   |
| bevolkingsdichtheid (inw./km²) | 30,9   | 30,9   | 15,7    | 15,7    | 15,2   | 15,2   |

In 2002 bedroeg het gemiddelde inkomen per inwoner 1482,92 zł.

## Plaatsen

### Dorpen
Bagieńsko, Boguszewo, Bynowo, Dębinka, Ligi, Liksajny, Liwa, Majdany Wielkie, Malinnik, Tarda, Wielimowo, Winiec, Wólka Majdańska, Zalewo (wieś Zalewo nie ma statusu sołectwa).

### Overige
Faltyjanki, Gil Mały, Gil Wielki, Glimy, Kamieńczyk, Karnitki, Karnity, Kukła, Lubień, Majdany Małe, Ostrów Wielki, Piławki, Rogowo, Skarpa, Ziemaki.

## Aangrenzende gemeenten
Iława, Łukta, Małdyty, Morąg, Ostróda, Zalewo